# NGC 773
NGC 773 é uma galáxia espiral (Sa) localizada na direcção da constelação de Cetus. Possui uma declinação de -11° 30' 55" e uma ascensão recta de 1 horas, 58 minutos e 51,9 segundos.
A galáxia NGC 773 foi descoberta em 27 de Novembro de 1785 por William Herschel.